# Willem Vogelsang (kunsthistoricus)
Willem Vogelsang (Leiden, 9 augustus 1875 – Utrecht, 14 december 1954) was een Nederlands kunsthistoricus en de eerste hoogleraar in deze discipline. Hij legde de grondslag voor het Kunsthistorisch Instituut aan de Universiteit Utrecht. Daarnaast was hij als amateur tekenaar en aquarellist.

## Jeugd en opleiding
Vogelsang was de zoon van fabrieksdirecteur Ernst Heinrich Vogelsang (* Hagen, ca. 1834 – Illenau (Baden), 13 september 1885) en Hedwig Anthonia Grothe (Utrecht, 1 september 1850 – Leiden, 18 december 1877). De moeder van Vogelsang was evangelisch-luthers en zijn vader was onkerkelijk. Hij trad op latere leeftijd toe tot de katholieke kerk.
Vogelsang groeide op in Leiden, Freiburg en Delft en volgde een gymnasiumopleiding. Omdat aan de Nederlandse universiteiten geen kunstgeschiedenis werd onderwezen studeerde hij in Freiburg, Wenen en Parijs. Hij schreef zijn proefschrift in München met als onderwerp de Nederlandse miniaturen uit de late Middeleeuwen.

## Docentschap en hoogleraarschap

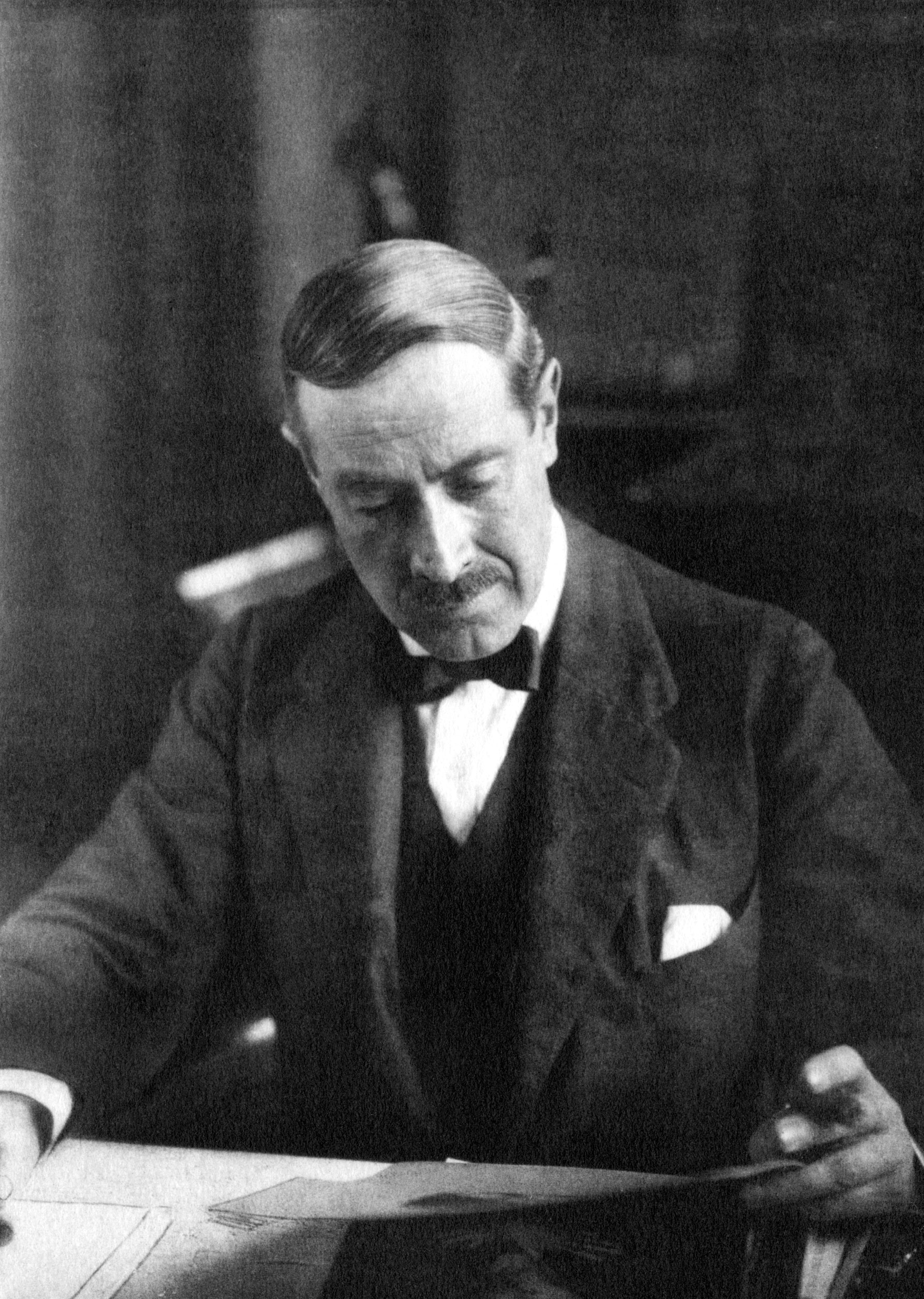
Vogelsang in 1920

Vogelsang werd in 1900 aangesteld aan de Universiteit van Amsterdam als privaatdocent onder de verantwoordelijkheid van Jan Six (1857-1926), die in 1896 was benoemd als buitengewoon hoogleraar in de aesthetiek en kunstgeschiedenis. Terwijl Six vooral doceerde over de kunst uit klassieke oudheid, concentreerde Vogelsang zich op de kunstgeschiedenis na de klassieke periode. Daardoor trok hij steeds meer studenten (onder wie de opmerkelijke Ida Peelen), ook van buiten de Amsterdamse universiteit.
In 1903 werd Vogelsang verbonden aan het Nederlandsch Museum voor Geschiedenis en Kunst, een onderdeel van het Rijksmuseum.
Een voltijds hoogleraarschap in de kunsthistorie werd in 1907 in Nederland mogelijk dankzij de inspanningen van Victor de Stuers, die geld op de begroting had gezet om een hoogleraar kunstgeschiedenis aan te stellen. Zowel de universiteit van Leiden als die van Utrecht wilden deze hoogleraarspost. Utrecht kreeg uiteindelijk de "gewoon" hoogleraar Vogelsang, Leiden een buitengewoon hoogleraar.
Vóór de aanstelling van Vogelsang als hoogleraar had de Rijksacademie voor Beeldende Kunsten te Amsterdam in 1876 al een hoogleraar in esthetiek en kunstgeschiedenis, namelijk J.A. Alberdingk Thijm, maar Vogelsang was de eerste gewoon hoogleraar die verbonden was aan een universiteit. Six werd pas in 1917 gewoon hoogleraar.
Tijdens zijn hoogleraarschap had Vogelsang jaarlijks ongeveer tien eerstejaars studenten. Bij zijn hoorcolleges kwamen echter meer mensen luisteren. In eerste instantie werd kunstgeschiedenis alleen gegeven als bijvak. Vanaf 1921 konden studenten ook doctoraalexamen in de kunstgeschiedenis afleggen.
Vogelsang doceerde vaak vanuit zijn eigen woning, waarbij hij zijn persoonlijke bibliotheek gebruikte. De insteek van Vogelsang bij zijn colleges was dat de studenten geen aantekeningen moesten maken, omdat het ten koste van de aandacht voor zijn college zou gaan. In plaats daarvan deelde Vogelsang stencils met samenvattingen uit.

### Collegeplaten

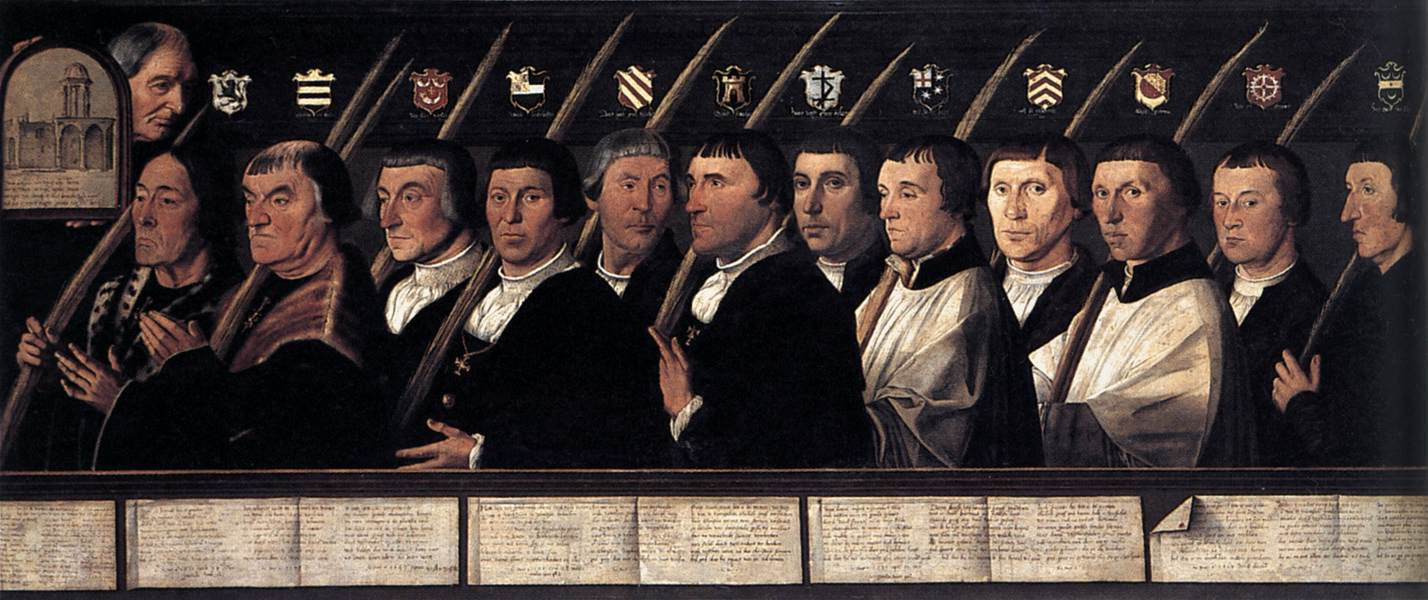
Twaalf leden van de Jeruzalembroederschap te Haarlem, omstreeks 1528 door Jan van Scorel. De derde rechts is Jan van Scorel zelf.

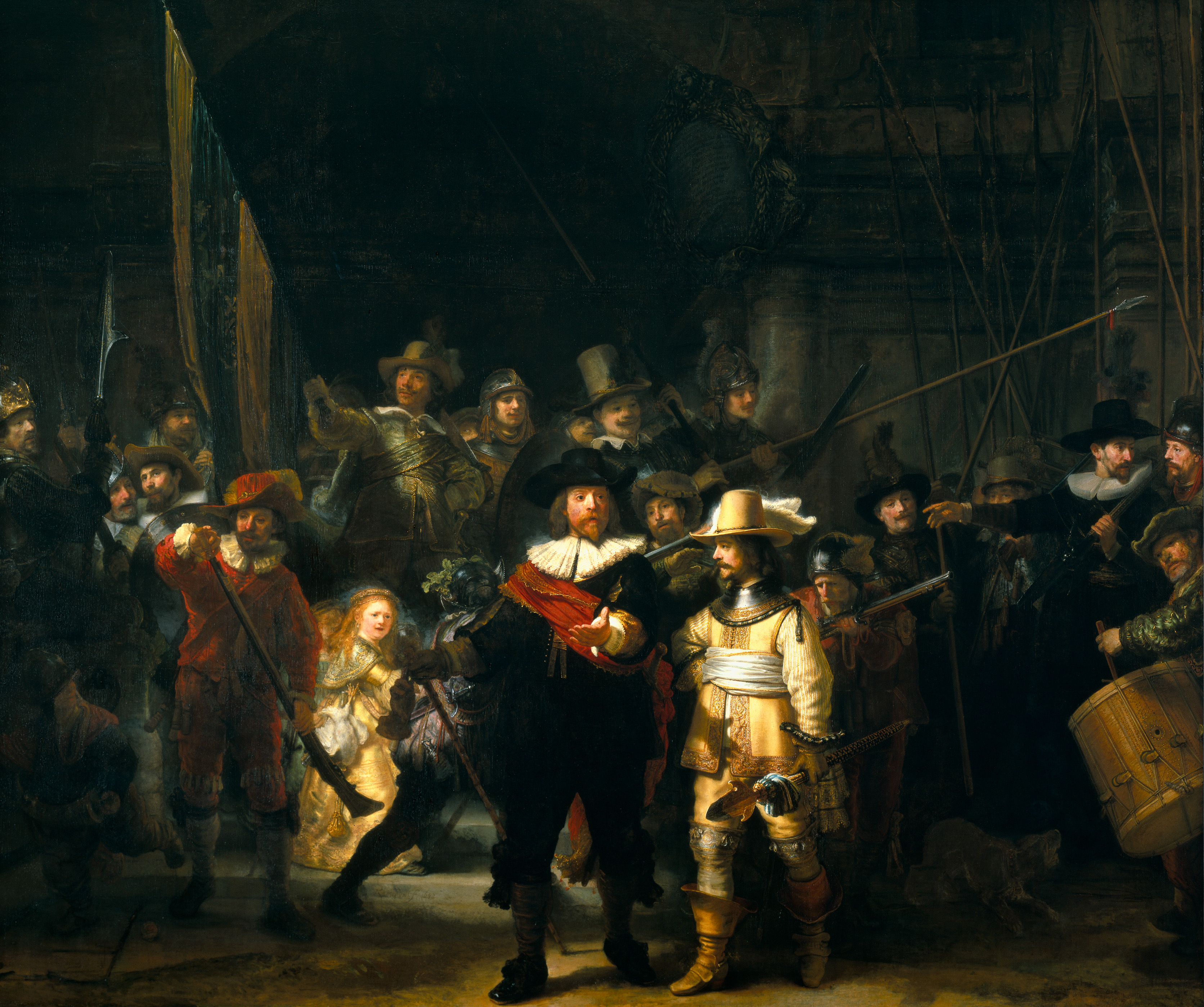
Nachtwacht uit 1642

Vogelsang gebruikte bij zijn colleges zogeheten collegeplaten, die hij speciaal liet maken door de tekenaar Piet Swillens (1890-1963). De platen bevatten onder meer perspectieftekeningen en doorsneden van meesterwerken uit de kunstgeschiedenis. Een voorbeeld is een perspectivische reconstructie van het Arnolfini portret van Jan van Eyck.
In een andere plaat toonde Vogelsang het effect van plasticiteit door bijna dertig mannelijke naaktfiguren naast elkaar te tonen. Deze figuren waren overgenomen van originele werken van onder anderen Antonio del Pollaiuolo (1431-1498), Piero della Francesca (1412-1492) en Mantegna (1431-1506).
Met platen liet hij ook de ontwikkeling zien van het groepsportret, dat begon bij de 'stijve' Jeruzalembroederschap van Jan van Scorel tot aan Rembrandts 'levendige' Nachtwacht uit 1642. Ook werk van Michelangelo werd met behulp van platen geanalyseerd. Aan deze platen is in 2007-2008 in Utrecht een expositie gewijd.

### Pensioen
Vogelsang werd door een universitair Zuiveringscomité ten laste gelegd dat hij tijdens de oorlog gewoon had doorgewerkt en in 1943 de loyaliteitsverklaring aan het Duitse gezag had getekend. Hij ging in 1945 met pensioen en werd in Utrecht opgevolgd door Jan Gerrit van Gelder (1903-1980).

## Overige functies
In 1908 werd Vogelsang onderdirecteur van het Stedelijk Museum van Utrecht, dat later opging in het Centraal Museum Utrecht. In 1920-1921 was hij rector magnificus bij de Utrechtse universiteit.

## Kunsthistorisch onderzoek
Vogelsang was als docent aanhanger van de methode van Heinrich Wölfflin (1864-1945). Hij vond vooral de artistieke ontwikkeling van de kunst van belang, en minder die van de individuele kunstenaar. Vogelsang deed strak formeel onderzoek, waarbij vormontwikkeling de nadruk kreeg. De tijdgeest die heerste op het moment dat het kunstwerk werd gemaakt was volgens zijn aanpak van groot belang. Hij stelde zich de vraag welk idee van de werkelijkheid er op een bepaald moment heerste en hoe dat terugkwam in het kunstwerk. Hoewel hij gespecialiseerd was in de middeleeuwen, wilde Vogelsang de grote lijnen van de kunsthistorie zien. Hij bracht dat ook over op zijn studenten. Hij wilde door die lijnen door te trekken ook de kunst van zijn eigen tijd begrijpen. Vogelsang was bevriend met een aantal eigentijdse kunstenaars zoals Berlage, Gerrit Rietveld en de later vanwege zijn fascisme beruchte Erich Wichmann.

## Privé
Vogelsang trouwde op 21 maart 1901 in Amsterdam met de violiste Jeanne Henriëtte Hijmans (1873 – 1941). Het echtpaar kreeg een dochter.

## Onderscheidingen
In 1930 werd Vogelsang benoemd tot Ridder in Orde van de Nederlandse Leeuw. In 1914 werd hij Officier van de Orde van Oranje-Nassau en in 1911 Ridder van de Belgische Kroonorde.
De Vogelsanglaan in Tuindorp (Utrecht) is vernoemd naar Willem Vogelsang.

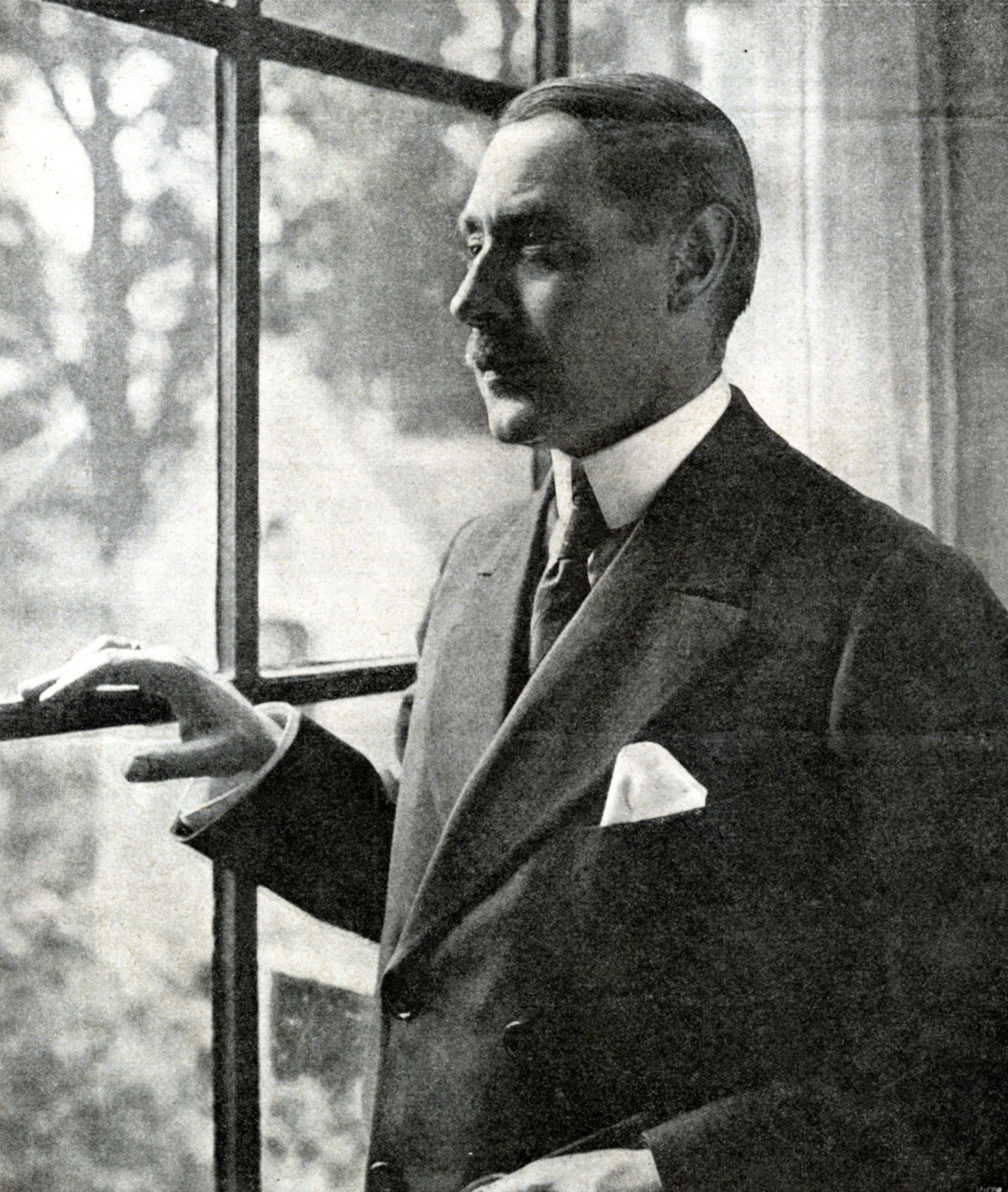
Willem Vogelsang in 1919

## Publicaties (selectie)
Vogelsang heeft ca. 275 publicaties in wetenschappelijke tijdschriften op zijn naam staan. De artikelen werden ook in het Duits en Frans vertaald. Vogelsang publiceerde onder andere over Nederlandse meubelen uit het Rijksmuseum, In 1911 en 1912 verscheen van zijn hand een tweedelige catalogus van middeleeuwse houten beeldhouwwerken in twee andere Nederlandse musea, met als titel Die Holzskulptur in den Niederländen.
- Holländische Miniaturen des späteren Mittelalters. Straßburg 1899 (proefschrift) Digitale versie
- H. P. Berlage’s Neubau der Amsterdamer Börse. München 1903
- Tentoonstelling door Nederlandsche meesters Frans Buffa & Zonen, Amsterdam, Kalverstraat. Amsterdam 1903
- Aesthetiek en kunstgeschiedenis aan de universiteit. Rede bij de aanvaarding van het hoogleraarsambt aan de rijks-universiteit te Utrecht den 23sten sept. 1907
- Holländische Patrizierhäuser. 1909
- Holländische Möbel im Niederländischen Museum zu Amsterdam. Amsterdam 1910
- Die Holzskulptur in den Niederlanden. 1911-1912, 2. Bde.
- Nullis non an nonnullis? Utrecht 1921
- Het ornament en zijn ontwikkeling. 1925
- Grijpt als ’t rijpt. 1932
- Veertig jaren kunstgeschiedenis aan de Universiteit te Utrecht. Utrecht 1947
- Een gouden geschenk symbool van dankbaarheid voor de bevrijding van Nederland. Rotterdam 1947. Geschenk van Koningin Wilhelmina aan Eisenhower.[12]